# Kobrona sebana
Kobrona sebana is een vlinder uit de familie van de dikkopjes (Hesperiidae). De wetenschappelijke naam van de soort is voor het eerst geldig gepubliceerd in 1986 door Michael Parsons.

## Type
- holotype: "male. 15.ViII.1973. leg. P,J. & M.C. Shanahan"
- instituut: CAS, San Francisco, California, U.S.A.
- typelocatie: "Papua New Guinea, Morobe Province, Minhi creek, near Manki Village, Watut Valley, 1900m"